# Coro Santo Tomás de Aquino
El Coro Santo Tomás de Aquino es una agrupación coral española, ligada durante toda su trayectoria a la Universidad Complutense de Madrid, que toma su nombre del santo patrón de los estudiantes. Fue fundada en las Navidades de 1948, dentro de las iniciativas de la Sección Femenina del Sindicato Español Universitario (SEU). En sus inicios fue un coro de voces blancas integrado por jóvenes universitarias. Un año más tarde incorporó voces graves, configurándose así la coral actual con cuatro voces mixtas.

## Historia y descripción
Al comienzo de su trayectoria, su ámbito de acción era netamente universitario, y su objetivo fundamental la divulgación de la música entre los estudiantes. Sin embargo, a finales de los años cincuenta, las actividades de la Coral Santo Tomás de Aquino, rebasan el mundo universitario y comienza a intervenir en certámenes y diversas actividades musicales, tanto nacionales como internacionales. En sus ya más de cincuenta años de andadura han sido muchos los conciertos, repertorios y giras que esta Coral ha realizado, tanto en España como en Europa e Hispanoamérica. La Coral Santo Tomás de Aquino es una asociación sin ánimo de lucro, que integra cantores de un amplio abanico de edades y conocimientos musicales. Aunque el número de integrantes es variable, los integrantes de esta coral superan ampliamente los cincuenta miembros.
Como asociación su principal objetivo es la divulgación de la música coral, sin ninguna excepción, por ello, la Coral Santo Tomás de Aquino posee uno de los repertorios más amplios, que abarcan la música sacra, folklore, ópera, zarzuela, villancicos, etc., de todas las épocas y de diferentes nacionalidades.
La larga y fecunda trayectoria de la coral ha sido posible gracias al esfuerzo de más de dos mil integrantes y a la entrega y dedicación de prestigiosos directores, entre los que cabe destacar a los maestros: Arturo Dúo Vital, Jesús López Cobos, Vicente Larrea, José Ignacio Prieto, Miguel Groba, José de Felipe, José Foronda o Mariano Alfonso Salas.
Además de los directores la Coral Santo Tomás de Aquino ha contado en ocasiones extraordinarias con la dirección de los maestros Odón Alonso, Rafael Frühbeck de Burgos, Ernesto Halffter, Luis Izquierdo, Jesy Sekov, Marco Armillato y Pedro Halffter.
Son cerca de quinientos los conciertos y actuaciones que esta entidad ha ofrecido al público. Dentro de las actuaciones más relevantes de los últimos años cabe destacar las siguientes: de conciertos interpretando la Misa de Madrid de Doménico Scarlatti, Dies Irae de J. S. Bach y Lauda Jerusalem de Antonio Vivaldi. En los últimos años destacan los estrenos de la zarzuela Gibraltar, de Gabriel Fernández Alvez, en el Teatro Monumental de Madrid, junto a la Orquesta Sinfónica de Madrid o el Veni Creator Spiritus de Cristóbal Halffter, junto al Orfeón Donostiarra y la Orquesta Sinfónica de Madrid.